# Ольшанка (гмина, Бжеский повет)
Ольшанка (пол. Olszanka) — сельская гмина (волость) в Польше, входит как административная единица в Бжегский повет (Опольское воеводство), Опольское воеводство. Население — 4987 человек (на 2004 год).

## Демография
| Перепись                       | Всего   | Всего | Женщины | Женщины | Мужчины | Мужчины |
| ------------------------------ | ------- | ----- | ------- | ------- | ------- | ------- |
| Единицы                        | человек | %     | человек | %       | человек | %       |
| Население                      | 4987    | 100   | 2482    | 49,8    | 2505    | 50,2    |
| Плотность населения (чел./км²) | 53,8    | 53,8  | 26,8    | 26,8    | 27      | 27      |

## Соседние гмины
1. Гмина Гродкув
2. Гмина Левин-Бжески
3. Гмина Немодлин
4. Гмина Скарбимеж
5. Гмина Вёнзув